# Incidente del SA 330 Puma dell'Armée de terre del 1976
Il 24 marzo 1976, un elicottero SA 330 Puma dell'Armée de terre si schiantò a terra. Il velivolo aveva a bordo otto uomini, di cui due piloti e sei legionari del 3º plotone della 6ª compagnia Groupement Opérationnel de la Légion Étrangère (GOLE) parte del 2e Régiment étranger de parachutistes della Legione straniera francese allora basata a Bonifacio e oggi a Calvi in Corsica che erano nel territorio francese degli Afar e degli Issa, dal 1977 indipendente con il nome di Gibuti.
L'elicottero era partito da Arta e dopo un'esercitazione al poligono di tiro militare a Holhol doveva fare ritorno ad Arta, ma si schiantò a terra nello Djadjaboka nei pressi di Holhol non lontano dal confine con la Somalia. Le cause non vennero mai accertate.
Due dei membri dell'equipaggio e sei legionari morirono nell'incendio dell'elicottero, mentre un membro dell'equipaggio e cinque legionari si gettarono dall'elicottero in fiamme e, anche se gravemente ustionati, sopravvissero. Un paio d’ore dopo l’incidente furono trasportati in Francia, in un ospedale di Parigi.